# 요한 구스타프 드로이젠

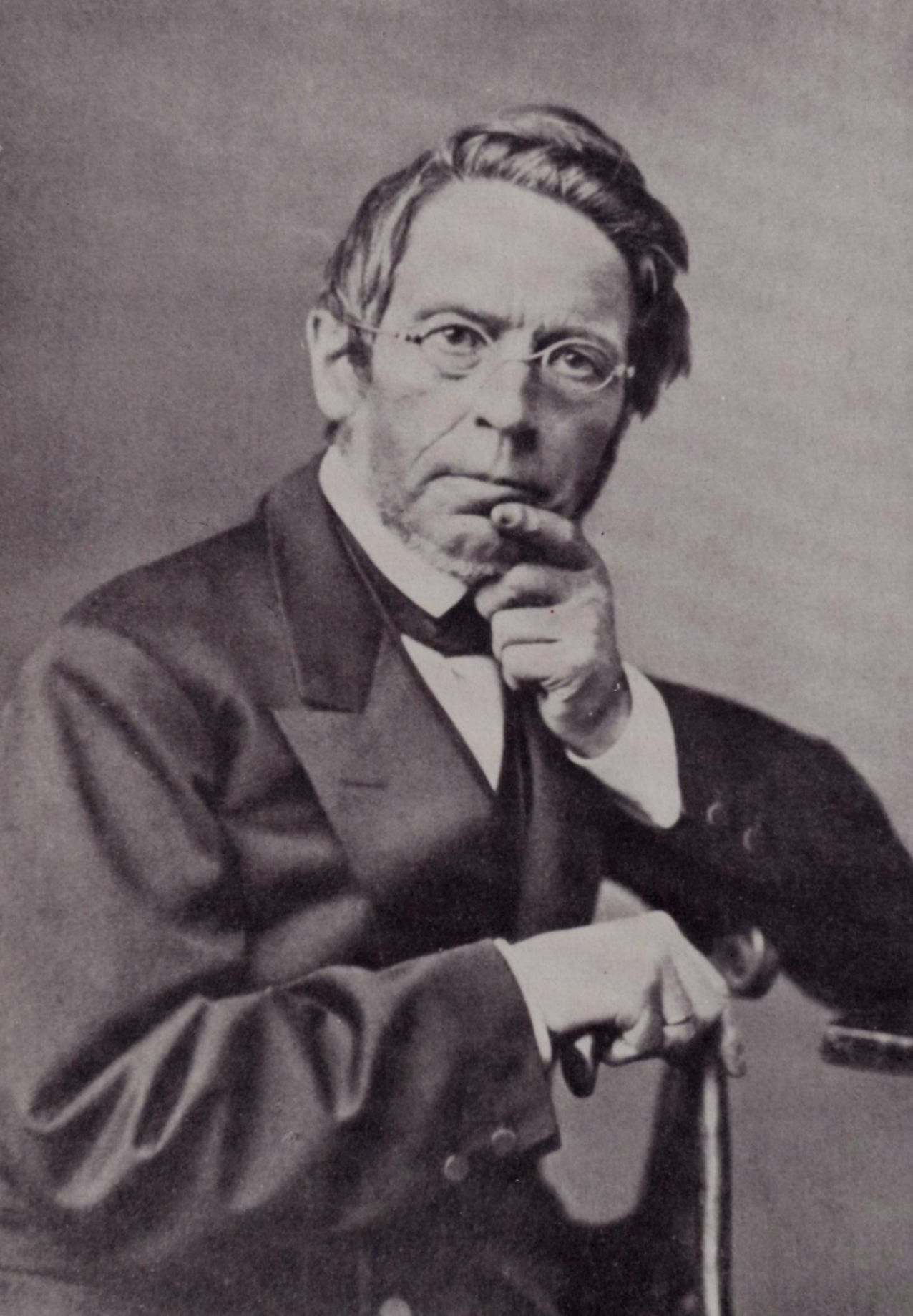
요한 구스타프 드로이젠

요한 구스타프 베른하르트 드로이젠(Johann Gustav Bernhard Droysen, 1808년 7월 6일 트레프토브 ~ 1884년 6월 19일 베를린)은 독일의 역사가이다. 1848년 독일 혁명 시기에는 프랑크푸르트 국민의회 의원으로서 역사적인 헌법위원회(Verfassungsausschuss) 소속이었다.

## 업적
드로이젠은 1833년 첫 저서인 《알렉산더 대왕의 역사》(Geschichte Alexanders des Großen)로 벌써 당대 역사가 중 석학 반열에 올랐다. 그는 알렉산더와 클레오파트라 사이의 시기를 가리키는 시대명칭으로 "헬레니즘(Hellenismus"이라는 용어를 고안하였다. 이후 드로이젠은 좀더 최근의 역사 영역을 연구하였다. 저서 《프로이센 정치의 역사》(Geschichte der preußischen Politik, 1855년~1886년)는 프로이센-소독일주의 역사관에 대한 가장 포괄적인 서술으로 평가된다.

## 같이 보기
- 해석학 (철학)